# Listkogonka czerwonoczapkowa
Listkogonka czerwonoczapkowa (Prioniturus verticalis) – gatunek średniej wielkości ptaka z rodziny papug wschodnich (Psittaculidae). Znany z 6 wysp Archipelagu Sulu (Filipiny), z czego na niektórych wymarły. Krytycznie zagrożony wyginięciem.

## Taksonomia
Po raz pierwszy gatunek opisał Richard Bowdler Sharpe w 1893 na łamach Bulletin of the British Ornithologists’ Club. Nie wskazał dokładnej lokalizacji pozyskania holotypu; mógł pochodzić z Tawi-Tawi, Sibutu lub Bongao. Autor nadał nowemu gatunkowi nazwę Prioniturus verticalis. Jest ona obecnie (2020) podtrzymywana przez Międzynarodowy Komitet Ornitologiczny (IOC), uznaje on gatunek za monotypowy. W 1966 Muzeum Historii Naturalnej w Londynie (wówczas Muzeum Brytyjskie) było w posiadaniu dwóch syntypów – dorosłego samca, pozyskanego w czerwcu 1893 na Sibutu oraz jednej samicy. Epitet gatunkowy verticalis oznacza z łaciny mający koronę.

## Morfologia
Długość ciała, nie licząc dekoracyjnych końców sterówek (5–6 cm), wynosi 28–30 cm. Upierzenie w większości zielone. Dziób jasnoszary. Głowa jaskrawozielona. Ciemię wyróżnia się jaskrawoniebieską barwą, dodatkowo u samca widnieje na nim duża, czerwona plama. Pozostała część upierzenia żółtozielona, najciemniejsze są skrzydła; zewnętrzne chorągiewki wszystkich lotek mają niebieskawy nalot. Zewnętrzne sterówki wyróżniają się czarnymi końcówkami. Występuje para ozdobnych, wydłużonych piór, w części chorągiewki pozbawionych promieni, zaś na końcu zakończonych płaską, czarną strukturą.

## Zasięg, ekologia i zachowanie
Listkogonki czerwonoczapkowe odnotowano łącznie na sześciu spośród wysp Archipelagu Sulu (Filipiny) – Tumindao, Manuk Manka, Bongao, Sanga-Sanga, Sibutu oraz Tawi-Tawi; na części być może już wymarły. Środowiskiem życia tych papug są lasy, w tym namorzyny oraz skraje lasów przyległe do obszarów wycinki lub terenów rolniczych. Obserwowano ptaki żerujące na owocujących drzewkach. Okres lęgowy trwa od września do stycznia; jedno gniazdo odnotowano w złamanej palmie.

## Status
IUCN uznaje listkogonkę czerwonoczapkową za gatunek krytycznie zagrożony wyginięciem (CR, Critically Endangered) nieprzerwanie od 2012 (stan: 2020); wcześniej, od 1994 miała ona status gatunku zagrożonego (EN, Endangered). Liczebność populacji szacuje się na 50–249 dorosłych osobników. Na Tumindao i Manuk Manka nie zaobserwowano tych papug przez blisko 80 lat (stan: 2011). Prawdopodobnie wymarły na Bongao i Sanga-Sanga, być może przetrwał na Sibutu. Na początku lat 90. XX wieku niewielką liczbę osobników odnotowano na Tawi-Tawi (w 1891 był to na tej wyspie gatunek dość pospolity). W 2008 na tej wyspie próbowano zwabić listkogonki czerwonoczapkowe odtwarzając ich głos, jednak bez rezultatu. Zagrożeniem dla tych ptaków jest wycinka dziewiczych lasów, ponadto w przeszłości stanowiły łatwy cel dla myśliwych ze względu na swoją łagodność. Z powodu swojego upierzenia trudno dostrzec ptaki tego gatunku, przez co ich liczebność może być niedoszacowana.